# جي. هيرفي برولكس
جي. هيرفي برولكس هو سياسي كندي، ولد في 19 أكتوبر 1899، وتوفي في 1964. انتخب عضو الجمعية التشريعية لنيو برونزويك ‏.